# Stormcrowfleet
Stormcrowfleet ist das erste Album der finnischen Band Skepticism. Es gilt als eine der bedeutendsten Veröffentlichungen für die Entstehung des Funeral Doom und wird rückblickend als wesentlich für die Verbreitung des Genres und die Etablierung der Stilbezeichnung benannt.

## Entstehung
Die 1991 gegründeten Skepticism fand 1993 zu einer konstanten Besetzung und erlangte im gleichen Jahr aufgrund des Demos Aeothe Kaear einen Plattenvertrag mit dem amerikanischen Independent-Label Red Stream. Nachfolgend spielte die Band drei neue Stücke ein und arrangierte drei Stücke des Demos um.
Als entscheidenden Augenblick ihrer Stilgenese beschreibt der Keyboarder Eero Pöyry seinen Wechsel von der Gitarre zum Keyboard einhergehend mit der Überlegung wie das Instrument fortan in den Klang der Band eingebunden werden sollte. Der Idee das Keyboard als synthetische Orgel einzuspielen nachfolgend passte der Schlagzeuger Lasse Pelkonen seine Equipment sowie seine Spielweise ebenfalls an. Unter anderem nutzte er fortan Filzschlägel anstelle der im Metal üblichen Drumsticks. Das und wie die Band zu einem eigenständigen sakral anmutenden Klang fand beschrieb er in einem weiteren Interview als intuitiven Prozess.

„Die Variation der Instrumente kann als organisch bezeichnet werden. Wir hatten keinen im Voraus gesetzten Plan, wie wir klingen oder was wir tun wollten. Wir arbeiteten ganz intuitiv. Wir hatten ein Jahr gebraucht um unseren Sound und unsere Rollen zu finden. Ich würde also nicht sagen, dass wir mit dem vorherigen Sound unzufrieden waren – wir waren einfach unvollständig.“

Bezeichnend für die Phase der Band sei derweil das tagtägliche Proben mit der Idee sich vom klassischen Metal-Bands abzusetzen gewesen. Die Bandmitglieder kanalisierten Ideen und Einflüsse ihres bis dahin stehenden musikalischen Werdegangs und ihrer musikalischen Sozialisation in der Entstehung des Albums zu einem kreativen Grundgebilde, welches nach Pöyry fortan als Basis ihres weiteren Schaffens betrachtet werden konnte. Zu den Aufnahmen agierte die Gruppe mit dem Bassisten J. Korpihete, der jedoch nicht Teil der Band wurde. Pöyry bezeichnete Korpihete ausdrücklich als „Session-Mitglied“ dessen Beteiligung zwar über das Einspielen des Instruments hinaus eine Einbindung in den Gestaltungsprozess des Albums beinhaltete aber dennoch nur eine vorübergehende Lösung gewesen sei.
Als Vorbereitung zur Debütveröffentlichung wurde ein Demo mit den geplanten Stücken im Proberaum auf einem Vier-Spur-Rekorder am 6. Mai 1995 aufgenommen, der von der lokalen Band Euthanausea ausgeliehen wurde. Die finalen Studioaufnahmen begannen in der folgenden Woche, wurden am 16. Mai fertiggestellt und an Red Stream gesandt. Der finale Mix wurde später im Monat abgeschlossen. Abschließend kauften Skepticism die Masterbänder zur späteren Verwendung.

## Albuminformationen
Das 1995 erstmals veröffentlichte Album enthält sechs separate Stücke, die eine Gesamtspielzeit von 57:19 Minuten haben. Das Album wurde mehrmals Wiederveröffentlicht. Die Band übernahm gemeinschaftlich die grafische Aufbereitung des Begleitmaterials. Zur Zeit der Aufnahme bestand die Gruppe aus dem Sänger Matti Tilaeus, dem Keyboarder Eero Pöyry, dem Gitarristen Jani Kekarainen und dem Schlagzeuger Lasse Pelkonen. Als Gastmusiker wurde der Bassist J. Korpihete in die Aufnahmen eingebunden.

### Veröffentlichung
Stromcrowfleet erschien erstmals 1995 über Red Stream, vorerst beschränkte sich die Veröffentlichung des Albums auf ein CD-Format. Das Album wurde mit sechs separaten Stücke und einer Spieldauer von 57:19 Minuten erstveröffentlicht. An diesem Umfang des Albums wurden bei später erschienenen Auflagen keine Änderungen vorgenommen. Auch ergänzendes Bonusmaterial wurde nicht hinzugefügt.
Die ersten Wiederveröffentlichungen des Albums behielten noch das Format als CD bei. In einer Vinylversion erschien das Album erstmals 2018 via Svart Records. Im Jahr 2017 kaufte die Band die Masterbänder und suchte einen Kooperationspartner sowie ein Studio um die Aufnahmen erstmals in einem Vinyl-Format zu veröffentlichen. Für die 2018 erschienene Veröffentlichung als Doppel-Vinyl-Album wurden die Bänder in den finnischen Astia-Studios mit hochwertiger analoger Technik remixed, an den Originalaufnahmen der Stücke nahm die Band jedoch keine Veränderungen vor.
In Besprechungen wurde die Überarbeitung als deutliche Verbesserung der Klangqualität angeführt. Diese Verbesserung beschrieb Pöyry in einem Statement zum Album als Intention der Wiederveröffentlichung.

„Es ist nicht nur eine Vinyl-Version, sondern ein komplett neuer Mix der Originalaufnahmen. Wir haben allerdings nichts hinzugefügt oder geändert – das Ziel war einfach, das Album nochmals mit besserem und modernerem Equipment zu bearbeiten.“

Weitere Wiederveröffentlichungen wurden von diversen international agierenden Firmen übernommen. Neben den bereits genannten gaben unter anderem das russische Label Irond und das britische Peaceville Records Wiederveröffentlichungen heraus.

### Gestaltung
Wie zu einigen späteren Veröffentlichungen der Gruppe wurde das Cover des Albums durch die Nahaufnahme eines Objektes illustriert. Das Motiv ist, anders als die später Verwendeten Aufnahmen von Rauch auf Farmakon oder einem Anzug auf Ordeal auf dem Bild allein nicht klar zu identifizieren. Die im Innern des Booklets genutzten Fotografien von Zweigen und Wasseroberflächen in der gleichen Farbigkeit deuten auf ein entsprechendes Objekt hin. Das Bild zeigt Formen in rötlicher bis gelb-oranger Färbung auf schwarzem Grund. Im Innern des Booklets sind die Texte der Stücke abgedruckt. Die Rückseite des Albums ist durch das Foto der Reflexionen einer Wasseroberfläche bebildert. Die Bilder wurden alle von der Band unter der Selbstbezeichnung als Lihtede Group ausgewählt. Die grafische Aufbereitung wurde von dem Design-Studio Arts Industria übernommen.

### Stil
Die auf Stormcrowfleet präsentierte Musik wird von Rezensenten als Umkehrung des Extreme Metals beschrieben. Die transportierte Atmosphäre wird zumeist als morbid und traurig bezeichnet. Hinzukommend werden der Musik Attribute wie eiszeitlich, höhlen-artig, narkotisierend, hypnotisch oder meditativ zugeordnet.
Hierzu kombiniere die Band den krachend schweren Klang des im Extreme Metal gepflegten Gitarrenspiels mit langsamen Tempo und den „hypnotisch traurigen Klängen einer gruseligen Kirchenorgel.“ Vom Death Doom und Gothic Metal hebe sich die Musik „durch das noch langsamere und gleichzeitig orchestrale Arrangement“ ab. So habe die Band eine für den Death Metal „typische Brutalität und technische Komplexität gegen narkotisierend langsame Gitarrenriffs und Drums“ getauscht.
Entsprechend reduzierte die Band den Klang auf ein schweres, verzerrtes, aber sehr langsames Gitarrenspiel, ein düster klingendes und ebenso langsames Schlagzeug und einen dominanten Orgelklang, der zum Teil die Funktion eines Leadinstruments einnimmt und leises Growling.

## Wahrnehmung

### Rezeption
In den nach der Erstveröffentlichung erschienenen Rezensionen erhielt das Album eine gemischte Resonanz. Während einige Rezensenten Stormcrowfleet bereits als kommenden Klassiker anpriesen, wurde es an anderer Stelle geringschätzig bewertet.
Erst nach der zunehmenden Verbreitung des Genres wurde Stormcrowfleet in der internationalen Metal-Presse stärker thematisiert. So wird dem Album hohe Qualität im und ebenso hohe Bedeutung für den Doom Metal insgesamt und das Subgenre Funeral Doom insbesondere zugeschrieben. Das Decibel Magazine führte es 2014 auf dem 25. Platz der 100 Top Doom Metal Albums of all Time. In vielen Besprechungen, die zu Wiederveröffentlichungen des Albums verfasst wurden, wurde ihm ein Status als Klassiker und Genrebereiter des Funeral Dooms zugesprochen.

### Bedeutung im Genre
Der Musikjournalist Scott Koerber bezeichnete in einer für das Decibel Magazin verfassten Rezension Stormcrowfleet als derart nachdrückliche Abkehr vom Death Doom, dass es die Titulierung als Funeral Doom erforderlich machte. In unterschiedlichen Rezensionen, die insbesondere zu den Wiederveröffentlichungen des Albums erschienen, wurde meist die Bedeutung des Albums für die Verbreitung des Genres herausgestellt.

„Während ihre Landsleute von Thergothon vielleicht die Tür mit dem legendären Stream from the Heavens aufstießen, waren es Skepticism, die hindurch traten und eine andere Ebene in einer Schattendimension des damaligen Extreme Metal, beschritten.“

Das Label Red Stream versah Stormcrowfleet wie schon das zuvor herausgegebene Demo Aeother Kaear mit einem Aufkleber, der das Album mit dem Begriff Funeral Doom etikettierte. Gemeinhin wird der Erstveröffentlichung daher auch die Verantwortung für die Etablierung und Verbreitung der Genre-Bezeichnung zugesprochen. Der Musikjournalist Christian Hector vom deutschen Musikmagazin Metal Hammer schätzte, dass Skepticism und Thergothon die ersten richtigen Funeral-Doom-Alben veröffentlicht hätten. Skepticism habe dabei mit Stormcrowfleet das erste reine Funeral-Doom-Album veröffentlicht. Das Album gilt als Blaupause für spätere Genrevertreter wie Shape of Despair, Pantheist und Worship.